# Walter Thurnherr
Walter Thurnherr, né le 11 juillet 1963 à Muri (originaire de Diepoldsau), est un diplomate et homme politique suisse, membre du Parti démocrate-chrétien. Il est chancelier de la Confédération du 1er janvier 2016 au 31 décembre 2023.

## Biographie

### Origines et études
Walter Thurnherr naît le 11 juillet 1963 à Muri , dans le canton d'Argovie. Il est originaire de Diepoldsau, dans le canton de Saint-Gall.
Après avoir grandi à Wohlen et fréquenté l'école cantonale d'Aarau, il étudie la physique théorique de 1983 à 1987 à l'École polytechnique fédérale de Zurich, puis les mathématiques à l'Université de Berne jusqu'en 1989,.

### Parcours professionnel
Il entre dans les services diplomatiques de la Confédération, d'abord comme attaché à l'ambassade de Suisse à Moscou, puis au secrétariat politique du Département fédéral des affaires étrangères (DFAE) de 1991 à 1995, où il est l'assistant d'Édouard Brunner, et de nouveau à l'ambassade de Moscou de 1995 à 1997. Parallèlement, il représente la Suisse de 1995 à 1997 au sein du Groupe de Minsk, et de 1993 à 1997 comme assistant aux envoyés du secrétaire général de l'ONU pour la Géorgie[réf. souhaitée].
De 1997 à 1999, il est conseiller personnel du conseiller fédéral Flavio Cotti avant de retourner au DFAE, où il devient secrétaire général, puis de passer au Département fédéral de l'économie, de la formation et de la recherche en 2003 et au Département fédéral de l'environnement, des transports, de l'énergie et de la communication en 2011,.

#### Chancelier de la Confédération
Le 9 décembre 2015, il est élu chancelier de la Confédération par l'Assemblée fédérale par 230 voix (sur 246 possibles), et succède ainsi à Corina Casanova le 1er janvier 2016. Son nom circule en 2017 pour succéder à Doris Leuthard au Conseil fédéral, mais il ne présente pas sa candidature. Le 11 décembre 2019, il est réélu avec 219 voix. Sa réélection était soutenue par l’ensemble de la classe politique[réf. souhaitée].
Il annonce le 16 août 2023 son intention de quitter son poste à la fin de l'année 2023. Un article paru à cette occasion dans Le Temps le classe parmi les chanceliers les plus influents de l'histoire, au même titre que Karl Huber et Walter Buser, et rapporte que sa petite taille et ses compétences lui ont valu le surnom de « Napoléon ».

### Vie personnelle
Walter Thurnherr est marié et père de deux enfants,.